# Nadia Gray
Nadia Gray (ur. 23 listopada 1923, zm. 13 czerwca 1994) – rumuńska aktorka filmowa.
Urodziła się jako Nadia Kujnir-Herescu w Bukareszcie. Pod koniec lat 40. XX w. wyjechała z komunistycznej Rumunii do Paryża. Debiutowała w 1949 roku w filmie L'Inconnu d'un soir. Znana jest m.in. z roli w filmie Słodkie życie w reżyserii Federica Felliniego. Wystąpiła też jako Numer 8 w „The Chimes of Big Ben”, odcinku kultowego serialu The Prisoner.
Po raz pierwszy wyszła za mąż w 1946 za Constantina Cantacuzina, rumuńskiego pilota i arystokratę. Owdowiała w 1958. Jej drugim mężem został w 1967 amerykański adwokat Herbert Silverman.

## Filmografia
- The Spider and the Fly (1949)
- Top Secret (1952)
- Casa Ricordi (1954)
- Przygody Casanovy (1955)
- The Captain's Table (1959)
- Słodkie życie (1960)
- Kandyd, czyli optymizm XX wieku (1960)
- Mr. Topaze (1961)
- Maniac (1963)
- Najstarszy zawód świata (1967)
- Dwoje na drodze (1967)
- The Naked Runner (1967)